# Маттс Ульссон
Маттс Ульссон (1 грудня 1988 , Карлстад ) — колишній шведський гірськолижник, що спеціалізувався на гігантському слаломі.
Народився в Карлстаді. У Кубку світу дев'ятнадцятирічний спортсмен дебютував у жовтні 2007 року. На чемпіонаті світу 2011 року здобув бронзову медаль у командних змаганнях, фінішував 18-им у гігантському слаломі та 24-им у супергіганті.
Маттс Ульссон здобув свою першу перемогу на Кубку світу в Альта-Бадії в грудні 2017 року в паралельному гігантському слаломі. У півфіналі він здолав Марселя Гіршера, а у фіналі - Генріка Крістофферсена. Ця перемога стала першою перемогою для Швеції на Кубку світу в паралельному гігантському слаломі.
14 березня 2020 року Ульссон оголосив про завершення спортивної кар'єри після сезону 2019–2020 років.

## Результати в Кубку світу
Усі результати наведено за даними Міжнародної федерації лижного спорту.

### Підсумкові місця в Кубку світу за роками
| Сезон | Вік | Заг. залік  | Слалом      | Гігант. слалом | Супергігант | Швидк. спуск | Гірськолижна комб. |
| ----- | --- | ----------- | ----------- | -------------- | ----------- | ------------ | ------------------ |
| 2009  | 20  | 145         | —           | 50             | —           | —            | —                  |
| 2010  | 21  | 0 балів     | 0 балів     | 0 балів        | 0 балів     | 0 балів      | 0 балів            |
| 2011  | 22  | 63          | —           | 13             | —           | —            | 42                 |
| 2012  | 23  | 65          | —           | 21             | —           | —            | —                  |
| 2013  | 24  | 79          | —           | 26             | —           | —            | —                  |
| 2014  | 25  | 47          | —           | 13             | —           | —            | —                  |
| 2015  | 26  | 73          | —           | 22             | —           | —            | —                  |
| 2016  | 27  | травмований | травмований | травмований    | травмований | травмований  | травмований        |
| 2017  | 28  | 34          | —           | 8              | —           | —            | —                  |
| 2018  | 29  | 27          | —           | 5              | —           | —            | —                  |
| 2019  | 30  | 29          | —           | 6              | —           | —            | —                  |
| 2020  | 31  | 79          | —           | 21             | —           | —            | —                  |

### П'єдестали в окремих заїздах
- 1 перемога – (1 ПГ)
- 4 п'єдестали – (3 ГС, 1 ПГ)

| Сезон | Дата           | Місце пров.                        | Дисципліна                     | Місце |
| ----- | -------------- | ---------------------------------- | ------------------------------ | ----- |
| 2017  | 29 січня 2017  | Garmisch-Partenkirchen (Німеччина) | Гігантський слалом             | 2-ге  |
| 2017  | 4 березня 2017 | Кранська Гора (Словенія)           | Гігантський слалом             | 3-тє  |
| 2018  | 18 грудня 2017 | Альта-Бадія (Італія)               | Паралельний гігантський слалом | 1-ше  |
| 2019  | 8 грудня 2018  | Валь-д'Ізер (Франція)              | Гігантський слалом             | 3-тє  |